# Прапор Канарських островів

Попередній прапор з 16 серпня 1982 — по 10 липня 1989

Державний прапор Автономної спільноти Канарські острови — це вертикальний триколор, що складається з трьох рівних смуг — білої, синьої та жовтої. Державний прапор несе також Герб Канарських островів на центральній смузі. Офіційно прапор був прийнятий 16 серпня 1982 року. 

## Прапори Канарських островів

Прапор острова Гомера
Прапор острова Гран-Канарія
Прапор острова Ієрро
Прапор острова  Лансароте
Прапор острова Пальма
Прапор острова Тенерифе
Прапор острова Фуертевентура